# آرنه مایه
آرنه مایه (آلمانی: Arne Maier؛ زادهٔ ۸ ژانویهٔ ۱۹۹۹) بازیکن فوتبال اهل آلمان است که در پست هافبک برای باشگاه فوتبال هرتابرلین بازی می‌کند.
وی همچنین در تیم‌های ملی فوتبال جوانان آلمان و زیر ۲۱ سال آلمان بازی کرده‌است.